# Trương Lực Doãn
Trương Lực Doãn (giản thể: 张力尹; phồn thể: 張力尹; bính âm: Zhāng Lìyǐn, sinh ngày 28 tháng 2 năm 1989), thường được biết đến với tên Zhang Li Yin ở quốc tế và Jang Ri In ((Hangul: 장리인) tại Hàn Quốc), là ca sĩ hát đơn Trung Quốc đầu tiên và hiện tại là duy nhất thành công tại thị trường âm nhạc Hàn Quốc. Cô cũng được mệnh danh là "BoA Trung Quốc". Cô sử dụng trôi chảy cả tiếng Quan Thoại, tiếng mẹ đẻ và tiếng Hàn, và đã phát hành đĩa đơn cùng với hát bằng cả hai thứ tiếng.
Trương Lực Doãn chỉ phát hành duy nhất một album phòng thu kể từ khi ra mắt năm 2006 cho đến nay, nhưng cô có nhiều đĩa đơn nằm trong top 10, tiêu biểu như "Timeless" chiếm ngôi vị quán quân. Cô cũng là nghệ sĩ nước ngoài đầu tiên giành giải Nghệ sĩ hát đơn mới xuất sắc nhất tại Liên hoan M.NET/KM Music. Album đầu tay của cô, I Will đã tiêu thụ được hơn 260.000 bản tính từ khi phát hành, tháng 3 năm 2008 . Cô cũng là nghệ sĩ nước ngoài đầu tiên giành giải Nghệ sĩ mới xuất sắc nhất tại Mnet Asian Music Awards.
Sau khi hết hợp đồng với SM Entertainment vào tháng 4 năm 2017, Trương Lực Doãn về Trung Quốc chính thức trở thành nhân viên của Show City Times công ty do Diva nổi tiếng Trung Quốc Trương Lương Dĩnh làm quản lý .

## Album
- 2008: I Will

## Đĩa đơn
- 2006: "Timeless"